# Herman J. De Vleeschauwer
Herman Jan Melania De Vleeschauwer (Dendermonde, 9 juli 1899 - Pretoria, 15 augustus 1986) was een Belgisch filosoof en Kant-specialist.

## Leven
Hij groeide op in een Vlaamsgezinde familie in Dendermonde. 
Hij studeerde aan de Rijksuniversiteit Gent bij de historicus Henri Pirenne. In 1923 werd hij doctor in de wijsbegeerte. Hij promoveerde magna cum laude met een doctoraat over Rudolf Christoph Eucken, die in de Eerste Wereldoorlog bij de familie De Vleeschauwer thuis verbleef. 
In 1925 werd hij docent aan de faculteit Letteren en Wijsbegeerte van de Rijksuniversiteit Gent, in 1934 gewoon hoogleraar.
Hij zou internationale faam verwerven als kenner van de werken van Immanuel Kant. Zo maakte hij deel uit van de redactie van Kant-Studien, het tijdschrift van het Kant-Gesellschaft. In 1931 werd hij lid van de Deutsche Philosophische Gesellschaft in Berlijn en van de Internationational Philosophical Society in New York en Leipzig. Verder was hij een groot kenner van de werken van René Descartes, Arnold Geulincx en van de thomistische wijsbegeerte.
De Vleeschauwer stichtte in 1938 samen met anderen de Koninklijke Vlaamse Academie van België voor Wetenschappen en Kunsten.
In de jaren dertig raakte De Vleeschauwer in de ban van de Nieuwe Orde en werd hij lid van het Vlaamsch Nationaal Verbond en van de DeVlag. 
Tijdens de Duitse bezetting was hij directeur-generaal van het Hoger Onderwijs bij het Ministerie van Onderwijs. 
Na de oorlog werd hij definitief geschorst als hoogleraar aan de universiteit van Gent. Hij werd in 1946 bij verstek ter dood veroordeeld voor collaboratie.
De Vleeschauwer vluchtte naar Zuid-Afrika. Daar kon hij aan de slag aan de Merenskybibliotheek van de Universiteit van Pretoria. Hij was van 1957 tot 1966 professor aan de Universiteit van Zuid-Afrika in Pretoria, waar hij filosofie en bibliotheekkunde doceerde. In 1957 verkreeg hij de Zuid-Afrikaanse nationaliteit.
In 2002 bracht Archie L. Dick, professor aan dezelfde universiteit, De Vleeschauwer in opspraak. In een boek (The Hidden History of South Africa's Book and Reading Cultures, 2013) vroeg Dick zich af hoe het mogelijk is dat een voormalig nazi-collaborateur zo'n hoge positie aan een Zuid-Afrikaanse universiteit kon verwerven.
Het volledig archief van de filosoof bevindt zich in de Universiteit van Zuid-Afrika in Pretoria. Zijn bibliotheek schonk hij aan de Universiteit van Johannesburg.

## Werk
Autobiografisch
- Wat ik van Henri Pirenne onthou. In: Kleio, Band 6, Nr. 2, Oktober 1974, S. 1–22.

Boeken over Kant
- La déduction transcendantale dans l'oeuvre de Kant. De Sikkel, Antwerpen, Paris, 's Gravenhage 1934–1937
  - Band I:   La déduction transcendantale avant la Critique de la Raison Pure, 1934.
  - Band II:  La déduction transcendantale de 1781 jusqu'à la deuxième édition de la Critique de la Raison Pure (1787), 1936.
  - Band III: La déduction transcendantale de 1787 jusqu'à l'opus postumum, 1937.
- L'évolution de la pensée Kantienne. L'histoire d'une doctrine. Presses Universitaires de France, Paris 1939 (Bibliothèque de philosophie contemporaine)
- The Development of Kantian Thought. Thomas Nelson and Sons, London, Edinburgh 1962.

Artikels over Kant
- Een paar pamfletten van Kant uit zijn laatste periode. In: Algemeen Nederlands Tijdschrift voor Wijsbegeerte en Psychologie, Antwerpen, jg. 30, p. 2–15.
- Kants invloed op Duitschlands geest. In: Jong Dietschland, jg. 4, nr. 32 (1930), p. 500-501.
- La philosophie contemporaine et le criticisme kantien. In: Les Etudes Philosophiques, Paris, jg. 11 (1937), p. 9–14.
- Rond Kant's Opus Postumum. In: Tijdschrift voor Philosophie, Gent, jg. 3 (1941), p. 155–167.
- Etudes Kantiennes contemporaines. In: Kant-Studien, jg. 54 (1963), p. 63–119.
- Wie ich jetzt die Kritik der reinen Vernunft entwicklungsgeschichtlich lese. In Kant-Studien, jg. 54 (1963),p. 351–368.
- La Nachricht von der Einrichtung seiner Vorlesungen in dem Winterhalbenjahre von 1765-1766 d' Immanuel Kant. Pretoria 1965. Mededelings van die Universiteit van Suid-Afrika, Nr. C 57.
- La doctrine du suicide dans l'ethique de Kant. In: Kant-Studien, jg. 57 (1966), p. 251–265.
- Entwurf einer Kant-Bibliographie. In: Kant-Studien, jg. 57 (1966), p. 457–483.
- Immanuel Kant. In: Histoire de la Philosophie 2, Encyclopédie de la Pléiade (sous la direction d'Yvon Belaval), 1973
- La Cinderella dans l'oeuvre Kantienne. In: Akten des 4. internationalen Kant-Kongresses. Sonderheft der Kant-Studien, Gerhard Funke (Hrsg.), Mainz 1974, p. 6-10.

Artikels en boeken
- De Joodsche godsdienst-philosophie der laatste jaren in Jong Dietschland, jg. 4, nr. 32 (1930), p. 823-825.
- Hegel in de laatste eeuw in Jong Dietschland, jg. 5, nr. 46 (1931), p. 741-744.
- Stroomingen in de hedendaagsche wijsbegeerte. Standaard-boekhandel, Antwerpen 1934. 210 p.. Philosophische bibliotheek.
- Op den drempel van de wijsbegeerte. 1934. 16 p.
- De geestelijke dominant in de hedendaagsche wijsbegeerte, in De Gids, jg. 98, nr. 11 (1935), p. 183-201
- Cornelius Martini en de ontwikkeling van de protestantsche metaphysica in Duitschland. Brussel 1940. Verslagen der Koninklijke Vlaamsche academie voor wetenschappen, letteren en schoone kunsten van België.
- De briefwisseling van Ehrenfried Walther von Tschirnhaus met Christiaan Huyghens. Paleis der Academien, Brussel 1941. Mededelingen van de Koninklijke Vlaamsche academie voor wetenschappen, letteren en schoone kunsten van Belgie. Klasse der letteren jg. 3 Nr. 6, 69 p.
- Mensch en Gemeenschap bij Nietzsche en Spann, in Handelingen van het achttiende Nederlandsche Philologencongres te Nijmegen, Groningen, 1939, p. 118-19.
- Op den drempel van de wijsbegeerte. De Sikkel, Antwerpen 1941. 2de editie, 181 p.
- De briefwisseling van Ehrenfried Walter von Tschirnhaus met Baruch de Spinoza. In: Tijdschrift voor philosophie, jg. 4 (1942), p. 345–396.
- Humanistische Cultur. Vier studien op het gebied van het hedendaagsche geestesleven. De Lage Landen, Brussel 1942. 232 p.
- Humanisme van Gister en het Humanisme van Morgen. 1942
- Grondbeginselen der logica. Sikkel, Antwerpen 1942. 252 p.
- De toekomst van de Europeesche cultuur.  ca. 1944. In: Europa im Umbau.
- La fonction de la philosophie dans la civilisation occidentale. In: Kant-Studien, Band 48 (1956/57), p. 185–201.
- L'odyssée de la bibliothèque d'Aristote et ses répercussions philosophiques. 2de deel. In: Mousaion, Nr. 24, 25, 1957.
- Autour de la classification psychologique des sciences: Juan Huarte de San Juan, Francis Bacon, Pierre Charron, d'Alembert. In: Mousaion, jg. 27 (1958), p. 20–65.
- Méditations sur un discours. Mousaion, Nr. 45, 1961
- Die aanvang van die protestantse filosofie in Duitsland in die XVIe eeuw. In: Hervormd Teologiese Studies, 1962, p. 62-83.

Over Arnold Geulincx en René Descartes
- René Descartes, levensweg en wereldbeschouwing. Decker & Van De Vegt, Nijmegen-Utrecht und Standaard-boekhandel, Antwerpen-Brussel 1937. 281 p. Philosophische bibliotheek.
- Bij het eeuwfeest van Descartes. In: Streven, Brugge, jg 4, p. 369-375.
- Balthasar Bekker, advocat de Descartes. In: Revue belge de philosophie et d'histoire jg. 18 (1939) p. 63-84.
- Arnold Geulincx. In: Algemeen nederlandsch Tijdschrift voor Wijsbegeerte en Psychologie, Assen, Band 35 (1941), Nr. 1.
- Arnold Geulincx, der Vertreter germanischen Geistes in der flämischen Philosophie. In: Die Tatwelt, Jena,  Band 18, (1942) 63-76.
- "De orationes" van Arnoud Geulincx. W. De Haan, Utrecht 1942. 47 Seiten. Auch in: Mededeelingen van de Koninklijke Vlaamsche academie voor wetenschappen, letteren en schoone kunsten van Belgie. Klasse der letteren Band 4, Nr. 3. Brussel 1942.
- Arnout Geulincx, se Traktaat "De officiis disputantium". Pretoria 1950.
- De Benedetto Croce a Arnold Gulincx e il criterio "verum est factum". Rivista di Filosofia, 1953.
- Les antécédants du transcendantalisme. Geulincx et Kant. In: Kant-Studien, Band 45 (1953/54), S. 245–273.
- Die biologische Funktion der sinnlichen Erkenntnis bei Arnold Geulincx. Zeitschrift für philosophische Forschung, Band 8 (1954).
- Le opere di Arnold Geulincx (1624-1669). Bibliografia e evoluzione. In: Filosofia, Turin 1957.
- Three Centuries of Geulincx Research. A Bibliographic Survey. Pretoria 1957. Mededelings van die Universiteit van Suid-Afrika/Communications of the University of South Africa, Nr. C 1 , 72 S..
- Occasionalisme et Conditio humana chez Arnold Geulincx. In: Kant-Studien, Band 50 (1958/59), S. 109–124..
- More seu Ordine Geometrico Demonstratum. Geulincx et Spinoza. Pretoria 1961, Mededelings..., Nr. C 27.
- Le "De virtute et primus ejus proprietatibus" d'Arnold Geulincx et sa traduction flamande: "Van de hooft-deuchden. J. L. Van Schaik, Pretoria 1961.
- Plans d'Études au XVIIe siècle, I., Le Plan d'études de René Descartes. Pretoria 1962. Mededelings..., Nr. C 35.
- Plans d'Études au XVIIe siècle, II., Le Plan d'études d' Arnold Geulincx. Pretoria 1964. "Mededelings/Communications of the University of South Africa, Nr. C 48.
- Le Probléme du Suicide dans la Morale de Arnold Geulincx. Pretoria 1965, Mededelings..., Nr. C 54.
- Logica genuina ou le prisme logique. Kant et Geulincx. In: Friedrich Kaulbach (Maler)|Friedrich Kaulbach & Joachim Ritter (Hrsg.): Kritik und Metaphysik. Studien. Heinz Heimsoeth zum achtzigsten Geburtstag. de Gruyter, Berlin 1966.
- Ha Arnold Geulincx letto "De la sagesse" die Pierre Charron? Teile I,-II. In: Filosofia 25 (1974) 117-134, 373-388
- Occasionalisme et Harmonie Préétablie - Geulincx et Leibniz. In: Studia Leibnitiana Suppl., Band 14 (1975), S. 279-92.
- Les sources de la pensée d'Arnold Geulincx (1624-1669). In: Kant-Studien, Band 69 (1978), S. 378–402.

Bibliotheekwetenschappen, zie Mousaion, ser. 1
- Bibliotheken und geistige Einheit des Mittelalters. In: Deutsche Vierteljahresschrift für Literaturwissenschaft und Geistesgeschichte, Band 27, Heft 2, 1953.
- Les bibliothèques ptoleméennes d'Alexandrie. Mousaion, Universität von Südafrika, Pretoria, Nr. 1, 1955, 40 S.
- Encyclopedia of Library History, Mousaion, Nrn. 2/3, 1955
- Archives et bibliothèques. Mousaion, Nr. 4, 1955
- Schatten über der Buchdruckerkunst im ersten Jahrhundert ihres Daseins. In: Mousaion, Nr. 8, 1956, S. 2-34 und Nummer 9, 1956, S. 36-78.
- Encyclopédie et bibliothèque. In: Mousaion, Nrn. 10/11, 1956.
- Seminary Methods and Seminary Library. In: Mousaion, Nr. 13/14, 1957.
- Library Movement at the Time of the Reformation. In: Mousaion, Nrn. 18/19, 1957
- L'oeuvre bibliographique de L. N. Malclès. In: Mousaion, Nr. 20, 1957.
- Library History in Library Science. In: Mousaion, Nrn. 29/30, 1958/59.
- Académie et bibliothèque. In: Mousaion Nrn. 31/32, 1958
- Censorship and Libraries. In: Mousaion, Nrn. 33–35, 1959
- Library Science as a Science. In: Mousaion, Nrn. 37–40, 1960
- Library Deontology. In: Mousaion, Nr. 48, 1961, S. 1–76, Nr. 49, 1961, S. 77–131, Nr. 50, 1961, S. 132–189, Nr. 51, 1961, S. 190–260.
- La Biblionomia de Richard de Fournival du Manuscrit 636 de la Bibliothèque de la Sorbonne: Texte en facsimilé avec la transcription de Léopold Delisle. H.J. Vleeschauwer (Hrsg.). Mousaion, Nr. 62, 1965.
- Comment suis-je venu à la bibliothèque? In: Mousaion, Nr. 67, 1963.
- Origins of the Mouseion of Alexandria. In der Jesse Shera Festschrift 1973.

Heruitgaven
- Jacobus Acontius' traktaat De methodo, met een inleiding uitgegeven door Dr. Herman J. de Vleeschauwer. De Sikkel, Antwerpen 1932, S. 7-205. Universiteit te Gent. Werken uitgegeven door de Faculteit der wijsbegeerte en letteren, Band 67
- Arnold Geulincx: Sämtliche Schriften. Drei Bände mit zwei Ergänzungsbänden. Frommann-Holzboog, Stuttgart-Bad Cannstatt 1965–1968.

Bibliografie
- Gerhart Albin Rauche: Das Schrifttum von H. J. Vleeschauwer. in: Mousaion, Nr. 26, 1966.